# 閱聽人

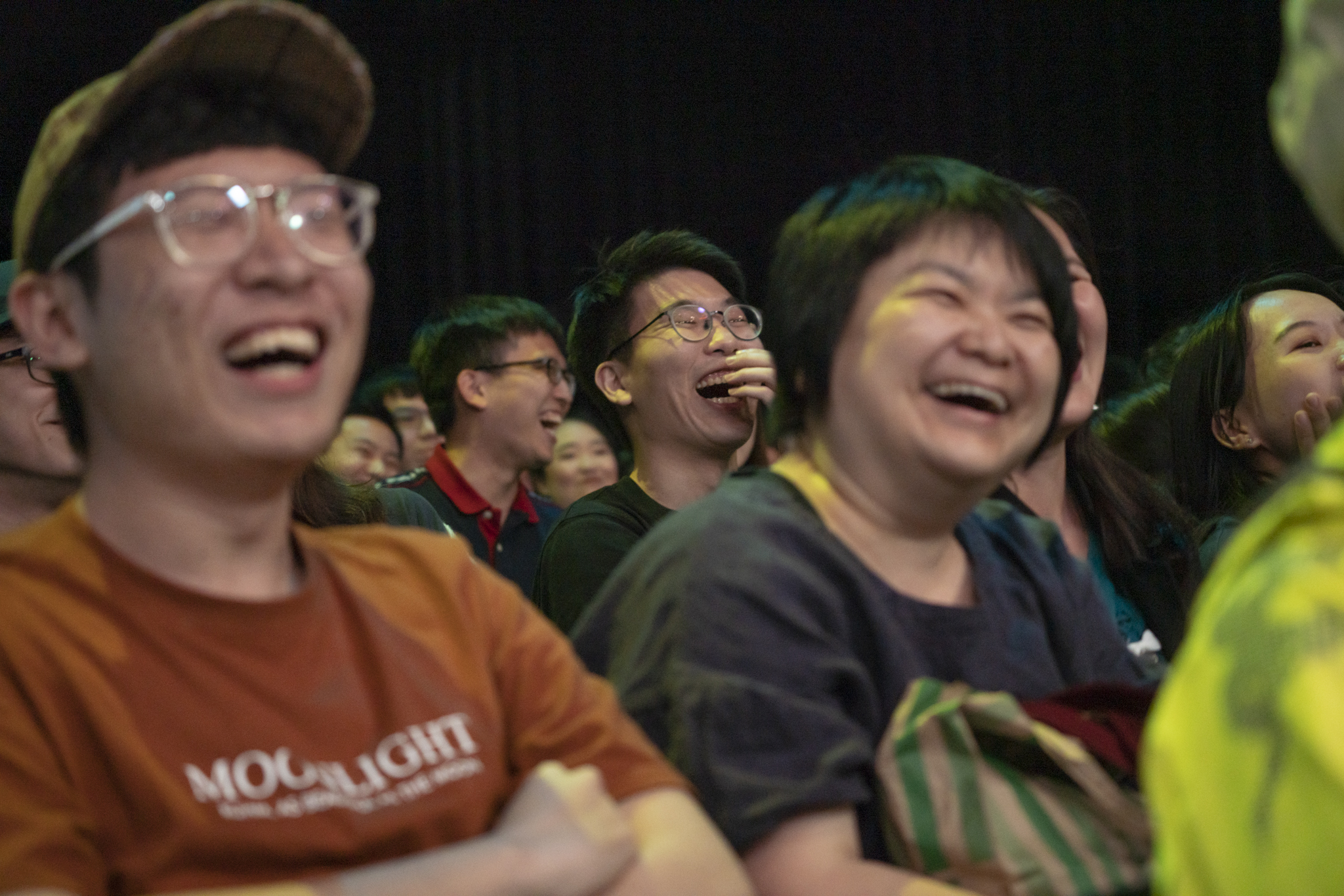
在台下大笑的觀眾

閱聽人（英語：Audience），又名傳媒受眾、受眾、觀眾，是指由傳播媒體或表演接收訊息的人，訊息的來源可以是任何傳播媒介，如文字、電影、 印刷媒體、電視和廣播等。「閱聽人」一詞較常出現於臺灣學術用途，理論學者和媒介工作人員較常使用該詞，而媒介使用者對其認知即是自己本身。
閱聽人研究已成為當前傳播課程中公認的一部分。閱聽人理論提供了對一般閱聽人的學術性觀察與分析。這些見解塑造了我們對閱聽人如何影響不同傳播形式以及受到不同傳播形式影響的知識。最常見與普遍的傳播形式是大眾傳媒，包括電影、影音遊戲、廣播節目、各種傳媒軟體（和硬體）和其他媒體內容格式都可能影響閱聽人對媒體的使用方式與使用經驗。

## 起源
現今所稱的閱聽人，在古代是發跡於公共劇院、歌舞類型的表演、古老的競賽活動與大規模表演的觀眾。
在古希臘或古羅馬的城市，都會有劇院或是競技場這類場所，這是隨著類似的表演項目和宗教國家的非正式聚會場所而興起的，閱聽人指的就是參與活動的人。現今閱聽人的型態已擴張許多，但是仍然保存著部分早期閱聽眾的定義，特別是現代的閱聽人數量已經更加的龐大，另一方面，也更為分散，並且更具個別性和隱私性。

## 对象
- 作為讀者、聽眾和觀眾之集合體而言：閱聽人為指擁有傳播媒體的人，透過傳播媒體可以實際接受訊息，並且能理解後實際運用。
- 作為大眾閱聽人而言：閱聽人為具有數量眾多、多樣多元、互相孤立無互動、匿名、缺乏社會組織以及組成份子不固定這些特性之群體。
- 作為公共民眾及社會團體而言：閱聽人為屬於某些社會團體的，會主動接近某一固定媒介，團體內成員是具有互動性的。

读者是指具有一定阅读需要和阅读能力的社会群体，是出版物的阅读者和消费者，一般也用于称谓读书的人。

### 听众
听众是指通过大眾傳媒收听节目、比赛等内容的人。

### 观众

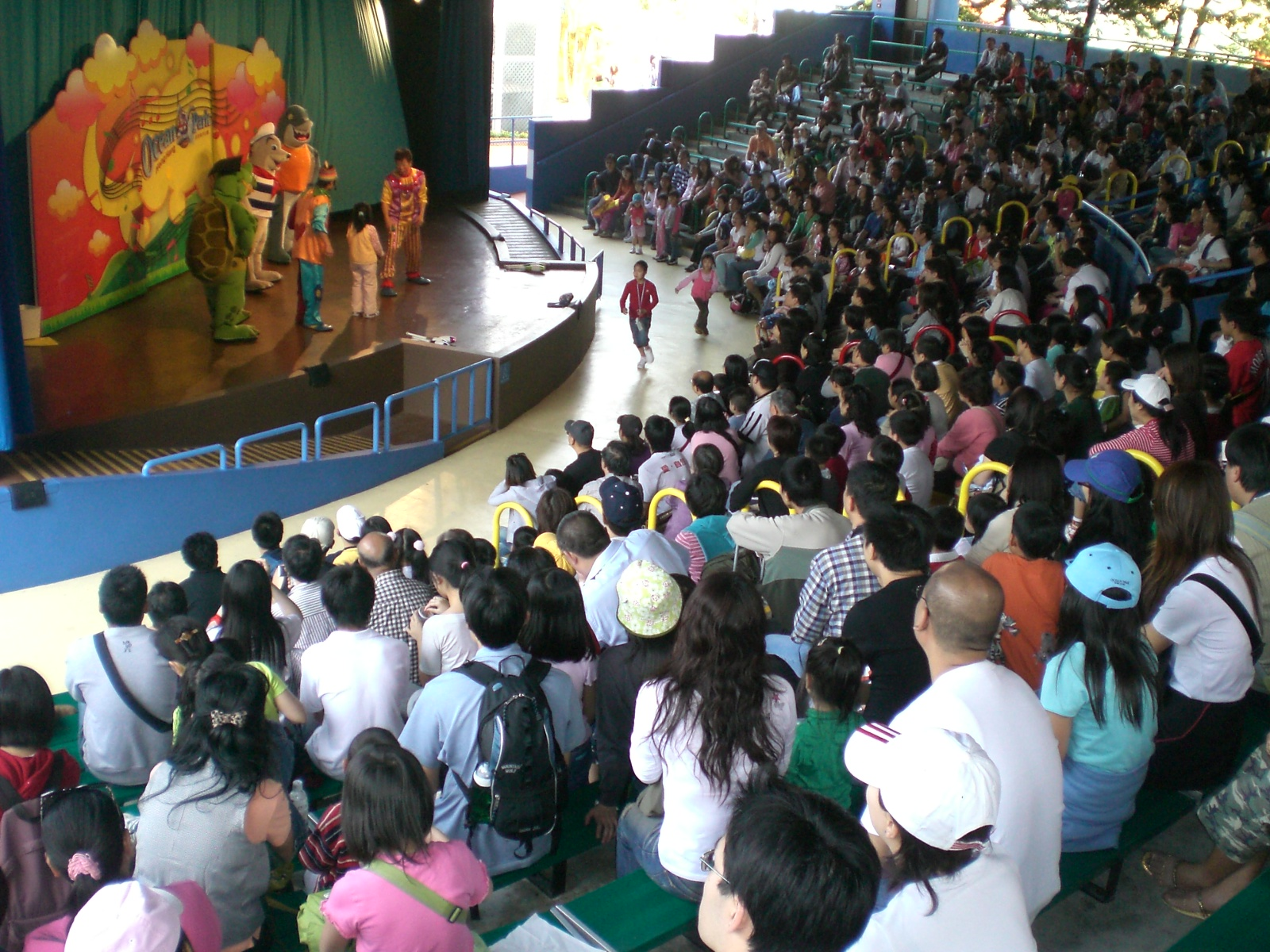
現場觀眾在欣賞劇場實時演出

觀眾是一群人參與、觀看及體會一項文化、藝術、電影、 表演、演講、歌唱、體育比賽等。
觀眾可能是：
- 現場觀眾：他們出席及聚集在同一地方，例如廣場、劇院、展覽館、戲院、運動場等，對現場表演、演說等作出互動或即時反應，例如喝采、鼓掌、喝倒等。
- 家庭觀眾：他們分散在各自的地方，例如客廳、課室、酒吧、大電視幕牆等，觀看實時節目、或者錄影帶內容。

## 参看
- 目标受众
- 閱聽人 (影像)（日语：視聴者）

## 資料來源
- 特新大眾傳播理論 (McQuail's Mass Communication Theory, 4th ed., 2000)，Denis McQuail（英语：Denis McQuail） 著，陳芸芸、劉慧雯 譯.
- Steinmetz, John. How to Enjoy a Live Concert. [S.l.]: Naxos, [199-?]. 51 p., with ill.

## 外部連結
- 傳播媒介受眾，是對大眾媒介資訊接受者的總稱。 （页面存档备份，存于）